# Goar Mestre
Goar Mestre Espinosa (Santiago de Cuba, 25 de diciembre de 1912 - Buenos Aires, 23 de marzo de 1994), fue un empresario cubano, nacionalizado argentino, recordado como uno de los pioneros de la industria audiovisual en América Latina. Estudió en la Chesnut Hill Academy y cuatro años más tarde se graduó en Administración de Empresas en la prestigiosa Universidad de Yale. Es especialmente recordado por haber sido el fundador del canal de televisión argentino Canal 13.

## Carrera
Goar Mestre tuvo una destacada carrera en su país natal, Cuba. En 1942, fundó la agencia de publicidad Mestre y Godoy. Posteriormente, el 10 de diciembre de 1950, estableció el Circuito CMQ, (CANAL6) que llegó a ser el holding de comunicación más poderoso del país caribeño, incluyendo siete estaciones de televisión, nueve estaciones de radio y más de 30 empresas en diversos sectores. Mestre tardó veinte años en fundar un imperio financiero que al día de hoy constituye la red oficial de radio y televisión en Cuba.
Viajó a Nueva York, y forjó alianzas con la NBC en busca de competir contra la RHC y obtuvo del Trust Central de la Cuban Telephone Company una extensión telefónica hasta el oriente, lo cual convirtió su emisora en un poderoso circuito radial, que abarcaba todo el territorio cubano. Esto marcó el inicio de una cruenta competencia entre Mestre y Amado Trinidad, por el primer lugar entre la audiencia.
A finales de los años 50, Mestre brindó apoyo financiero a la guerrilla que luchaba contra el dictador Fulgencio Batista. El empresario se oponía firmemente a la implementación de la llamada ley retrato, mediante la cual el dictador buscaba regular la radiodifusión del país y debilitar la posición dominante del grupo mediático dirigido por Mestre y sus hermanos. Finalmente, en febrero de 1958, Mestre consiguió la derogación de la norma. En 1959, tras la revolución socialista encabezada por Fidel Castro, Mestre perdió sus empresas y decidió radicarse definitivamente en Argentina al año siguiente.
En Argentina, Mestre fundó Producciones Argentinas de Proartel S.A., asociada a Río de la Plata Televisión S.A., licenciataria del Canal 13 de Buenos Aires, el cual fue inaugurado el 1 de octubre de 1960. Durante ese período, también estableció asociaciones con las empresas estadounidenses CBS y Time Life para incursionar en el emergente mercado televisivo de Perú y Venezuela. Sin embargo, después de unos años, Mestre se retiró de esas televisoras y se concentró únicamente en Proartel, trabajando junto a su equipo de profesionales cubanos que aportaron su experiencia asumiendo la dirección general de la emisora. Desarrollaron un estilo de programación dirigido especialmente a la clase media, presentando comedias, y musicales. Así, en Argentina, dejó una huella significativa en el desarrollo y la evolución de la televisión.
Entre otras actividades, Mestre fue presidente honorario y vitalicio de la Asociación Interamericana de Radiodifusión (AIR) y presidente del Consejo de la academia Internacional de Artes y Ciencias de Televisión de los Estados Unidos.

## Mestre y su papel para la televisión en Colombia
La leyenda de la televisión cubana, jugó un papel importante para la televisión en Colombia al entablar amistad con Fernando Gómez Agudelo y Fernando Restrepo. Mestre se ofreció a resolver el problema de la falta de telecine a cambio de una contraprestación: la transmisión de su programa de media hora en la televisión colombiana. En aquella época, el formato pregrabado era necesario y, dado que no se contaba con los recursos económicos, la oferta fue finalmente aceptada. Esto dio paso al programa de Mestre de lunes a viernes de 7:30 p. m. a 8:00 p. m. en la sede de Radio Televisora Nacional de Colombia. La televisión experimentó un gran avance, ya que se comenzó a editar antes de su emisión, lo que mejoró la calidad de los contenidos y permitió la emisión de producciones extranjeras, aunque las grabaciones en vivo y en directo siguieron siendo parte importante de la programación. 
Fernando Restrepo Suárez y Gómez Agudelo, conscientes de la misión cultural que tenía la televisión, aprovecharon la idea de Mestre de crear una cadena que abarcara todos los países latinoamericanos, fundando así RTI, una empresa comercial que dedicaba una cantidad considerable de esfuerzos a una programación con tintes culturales, logrando una asociación con la CMQ cubana. RTI quedó como una empresa netamente colombiana. Esto permitió a los televidentes disfrutar de adaptaciones de obras importantes de la literatura americana, además de contar con una serie de programas culturales destacados, junto con la programación necesaria para mantener en funcionamiento una empresa comercial. En resumen, la asociación de Goar Mestre con la televisión colombiana no solo resolvió un problema técnico crucial, sino que también contribuyó significativamente al desarrollo y la diversificación de la programación televisiva en Colombia.

## Fallecimiento
Goar Mestre falleció el 23 de marzo de 1994, a los 81 años, debido a un ataque al corazón. Su esposa, Alicia Martín, de nacionalidad argentina, con quien se casó en 1940, falleció una semana después. En 1990, la empresa Teleinde fundada por él, fue adquirida por el productor Raúl Lecouna y pasó a llamarse Estudios Sonotex, formando parte de Telefe.

## Galardones
- Premio Donatello de Oro (Italia).
- Caballero de la Orden al Mérito (Italia).
- Gran Cruz de la Orden del Mérito Civil (España).
- Emmy, del Consejo Internacional de la Academia de Artes y Ciencias de la Televisión (Estados Unidos).
- Founders Award, de la Organización FACE (Estados Unidos).[5]

## Homenajes
- La Fundación Televisión Educativa (Fund TV) ha creado los Premios Goar Mestre, que otorga a las producciones especiales.
- En 1994, el periodista Pablo Sirvén publicó El rey de la TV, que es una biografía de la vida y obra del empresario.[6]
- Libro El rey de la TV. Goar Mestre y la pelea entre gobiernos y medios latinomericanos.